# Борисоглебский, Сергей Алексеевич
Сергей Алексеевич Борисоглебский (1863—1927) — русский оперный певец (баритон).

## Биография
Родился 22 сентября (4 октября) 1863 года (в некоторых источниках 5(17) октября 1864) в Москве в семье дьякона Софийской церкви.
В 1884—1890 годах обучался пению в Московской консерватории (класс Э. Тальябуэ и Ф. П. Комиссаржевского), где был стипендиатом П. И. Чайковского.
В 1890—1892 годах совершенствовался в Милане у профессора Сита, в 1897 году — в Петербурге у А. Котоньи и С. Сонки.
В 1892—1895 годах выступал на сцене петербургского Мариинского театра (дебютировал в партии Валентина — «Фауст», Ш. Гуно), в 1895—1908 годах — московского Большого театра, одновременно принимал участие в спектаклях московской «Итальянской оперы». Был 1-м исполнителем партий: Исправника («Дубровский» Э. Ф. Направника, 1895), Эразма («Принцесса Грёза» Ю. И. Блейхмана, 1900), Тени Вергилия («Франческа да Римини» С. В. Рахманинова, 1906);
В 1908 году он сильно простудился и был вынужден оставить сцену. Семье пришлось переехать в Петровско-Разумовское.
Умер 8 января 1927 года в Москве.

### Семья
Жена: Анастасия Николаевна, урождённая Линдрот.
В семье родились сын Владимир и дочь Елена (6 (18) февраля 1893—22 ноября 1974), вышедшая в 1919 году замуж за В. Ф. Надеждина.

## Источник
- Борисоглебский Сергей Алексеевич // Отечественные певцы. 1750—1917: Словарь / А. М. Пружанский. — 2-е изд., испр. и доп. — М., 2008.